# 이세환
이세환(1986년 4월 21일 ~ )은 대한민국의 축구 선수이며 포지션은 수비수이다.
현재는 글로벌선진학교 문경캠퍼스에서 고등부 감독으로 활동중이다.

## 축구인 경력

### 선수 경력
2008년 울산 현대에 입단하여 2010년 8월 인천 코레일에 입단할 때까지 리그 19경기에 출전하였다.
2013년 고양 Hi FC에 입단하며 다시 프로 무대로 복귀하였다. 2013 시즌 리그 23라운드에는 광주 FC를 상대로 2골을 기록하며 라운드 MVP에 오르기도 하였다.